# Gibelacar
Gibelacar, también conocida por su nombre árabe original Hisn Ibn Akkar o su nombre árabe moderno Qal'at Akkar, es una fortaleza en el pueblo de Akkar al-Atiqa en la Gobernación de Akkar en el norte del Líbano. La fortaleza se remonta a la era fatimí a principios del siglo XI. Fue capturada y utilizada por los cruzados a principios del siglo XII hasta que los mamelucos la capturaron y fortalecieron a fines del siglo XIII. Se convirtió en la sede del clan Sayfa, cuyos miembros, el principal de ellos Yusuf Sayfa, sirvieron como gobernadores y recaudadores de impuestos del Eyalato de Trípoli y sus sanjacados desde 1579 hasta mediados del siglo XVII.

## Ubicación
Gibelacar se encuentra en Jabal Akkar, las laderas más septentrionales de la cordillera del Líbano Está a 27 kilómetros al sur del Crac de los Caballeros en Siria, en el extremo opuesto del paso de Homs. Gibelacar está situado en una cresta estrecha formada por los dos barrancos del arroyo Nahr Akkar. Aunque en gran parte en ruinas, los restos de la fortaleza se extienden a lo largo de la cresta de 200 metros. Su torre, que se encuentra en el extremo sur de la cresta, todavía está bien conservada. El sitio tiene una elevación de 700 metros sobre el nivel del mar y tiene una vista imponente sobre el camino de montaña que conduce a la fortaleza.

## Historia

### Orígenes
Los árabes se referían a Gibelacar como "Ḥiṣn Ibn ʿAkkār". La fortaleza aseguraba el paso de Homs-Trípoli y dominaba las laderas más septentrionales de la cordillera del Líbano. Según fuentes árabes, el homónimo y fundador de la fortaleza fue un tal Muhriz ibn Akkar, quien la construyó alrededor del año 1000. Hisn Ibn Akkar permaneció en manos de la familia de Muhriz hasta 1019. Más tarde, durante una rebelión contra los fatimíes en 1024, fue capturada por Salih ibn Mirdas, el jefe preeminente de la tribu Banu Kilab y fundador de la dinastía Mirdásida. La autoridad fatimí fue restaurada en 1033 cuando el gobernador de Trípoli arrebató la fortaleza a los mirdásidas. Esto se produjo después de que el ejército fatimí derrotara a los Kilab y matara a Salih en la batalla de al-Uqhuwanah en mayo de 1029. El gobernante selyúcida de Damasco, Tutush I, capturó la fortaleza en 1094.

### Control cruzado y construcciones
En el momento de la invasión de los cruzados del territorio de Trípoli a principios del siglo XII, Hisn Ibn Akkar estaba en manos de Tughtakin, el gobernante burí de Damasco. Los cruzados conquistaron Trípoli en 1109 y estaban preparados para capturar la importante fortaleza de Rafaniyya (Rafanea) al norte de Hisn Ibn Akkar. Para evitar esto, Tughtakin llegó a un acuerdo con los cruzados, otorgándoles Hisn Ibn Akkar a cambio de que desistieran de atacar a Rafaniyya. El cercano Hisn al-Akrad, conocido por los cruzados como Crac de los Caballeros, fue obligado a rendir tributo a los cruzados, pero estos últimos, no obstante, se apoderaron de la fortaleza en 1110. Hisn Ibn Akkar fue llamado Guibelacard por los cruzados ya en 1143, pero pasó a llamarse oficialmente Gibelacar en un edicto de 1170. Durante gran parte de la primera mitad del siglo XII, Gibelacar estuvo controlada por los Puylauren, una gran familia señorial del Condado de Trípoli.  La fortaleza sirvió como sede feudal de la familia hasta alrededor de 1167, cuando fue capturada por el atabeg de Alepo Nur al-Din.
En enero de 1169 o entre diciembre de 1169 y enero de 1170, los cruzados recuperaron Gibelacar y encarcelaron a su gobernador, Qutlug al-Alamdar. El Condado de Trípoli estaba entonces bajo la regencia del rey Amalarico I de Jerusalén, mientras que su conde, Raimundo III de Trípoli, estaba cautivo por las fuerzas de Nur al-Din. La fortaleza fue destruida por un gran terremoto que comenzó el 29 de junio de 1170 y cuyos temblores posteriores duraron hasta el 24 de julio. Posteriormente, el rey Amalarico asignó el control de Gibelacar a los caballeros hospitalarios con instrucciones de restaurar sus fortificaciones. Sin embargo, es posible que esta asignación no haya sido oficial, ya que los registros judiciales contemporáneos indican que Gibelacar todavía estaba directamente bajo la jurisdicción del Condado de Trípoli.

A principios del siglo XIII, el control de Gibelacar pasó al señor cruzado de Nefin, Renouard III, que lo adquirió como resultado de su matrimonio en 1203 o 1204 con Isabel, hija del anterior señor de Gibelacar, un tal Astafort. El control de Renouard fue confirmado por Raimundo III, quien entonces había sido restaurado como conde de Trípoli. Sin embargo, debido a que la transferencia se realizó sin la aprobación del señor de Renouard, Bohemundo IV de Antioquía, este último se opuso a la medida y se produjo una guerra civil. Bohemundo arrasó a Nefin, capturó a Renouard y lo liberó a cambio de entregar Gibelacar en 1205. Posteriormente, Renouard partió hacia Chipre, donde murió.

### Conquista mameluca
La fortaleza permaneció en manos de los sucesores reales de Bohemundo IV hasta que el sultán mameluco Baibars arrebató el control poco después de capturar el Crac de los Caballeros el 8 de abril de 1271. Baibars comandó personalmente la marcha hacia Gibelacar el 28 de abril y experimentó grandes dificultades para transportar sus máquinas de asedio a través de los bosques montañosos que rodeaban la fortaleza. El bombardeo de los mamelucos comenzó el 2 de mayo y durante los combates, un emir mameluco, Rukn al-Din al-Mankurus al-Dawadari, fue asesinado por un proyectil cruzado mientras rezaba. Para el 4 de mayo, los defensores fueron prácticamente derrotados, pero resistieron hasta rendirse el 11 de mayo a cambio de un paso seguro a Trípoli. Baibars hizo esculpir su emblema de leopardo característico en un friso en la torre principal de Gibelacar.

### Bastión del clan Sayfa
En la década de 1520, Yusuf Sayfa, un levend otomano (soldado irregular) de origen turcomano, o su familia, se estableció en Hisn Ibn Akkar, que para entonces se había convertido en el centro fortificado de su propio pueblo. A partir de ahí, la familia se convirtió en un poder local, subordinado primero a los Shu'aybs, señores de Arqa, y más tarde a los assafs, señores turcomanos de Ghazir. En 1579 Yusuf fue nombrado gobernador de un nuevo eyalato (provincia) centrado en Trípoli y se volvió cada vez más independiente de los Assafs. Además de su falta de seguidores locales fuertes en el área del tipo poseído por los Assafs establecidos desde hace mucho tiempo y su íntima familiaridad con los jefes locales, Yusuf también fue designado debido a la relativa facilidad de acceso a su bastión de Hisn Ibn Akkar desde las principales ciudades del interior de Siria a través de Homs Gap; los otomanos tendrían así la capacidad de intervenir contra Yusuf o su familia en caso de que se volvieran recalcitrantes, a diferencia de otros jefes locales cuyas fortalezas estaban ubicadas en lo profundo de la cordillera del Líbano. Hisn Ibn Akkar fue uno de varios objetivos de una expedición imperial otomana en 1585. El asalto fue dirigido por el reemplazo de Yusuf como gobernador de Trípoli, Ja'far Pasha. Posteriormente, los Sayfa volvieron a estar fiscalmente subordinados a los Assaf hasta que Yusuf hizo asesinar al último jefe Assaf, Muhammad, en 1590.